# 1390
Cette page concerne l'année 1390  du calendrier julien. Pour l'année 1390 av. J.-C., voir 1390 av. J.-C.
L'année 1390 est une année commune qui commence un samedi.

## Événements
- 1er juillet : départ de Marseille via Gênes d'une expédition franco-génoise dirigée par Louis II de Bourbon contre Mahdia (Tunisie) en riposte à la piraterie. Le roi fixe le nombre des chevaliers qu’il autorise à y participer. Le siège de la ville, commencé le 22 juillet, échoue à l'automne[1].

- Août[2] : début du règne de Muhammad III Tughlûq, sultan de Delhi (fin en 1394).

- Les byzantins cèdent Philadelphie aux Ottomans, leur dernière place en Asie Mineure[3].

### Europe
- Le pape Boniface IX célèbre une Année sainte, sur décision de son prédécesseur, Urbain VI.

- 7 janvier : le roi Charles VI quitte Toulouse après un séjour de cinq semaines pour se rendre à Foix, où il est reçu par le comte Gaston Fébus[4].
- 19 janvier : traité de Lyck[5]. Vitold de Lituanie (Vytautas), en révolte contre son cousin Ladislas II Jagellon, passe une alliance avec les Teutoniques et leur cède la Samogitie en échange de leur appui militaire. Deux ans plus tard, Jagellon accepte son cousin comme vice-régent. Vitold fait du Grand-duché de Lituanie un État prospère (1401).
- 13 février : couronnement à Pampelune du roi de Navarre Charles III le Noble.
- 2 mars[6] : Jean de Gand devient duc d’Aquitaine.
- 15 mars[7] : Sienne reconnait et confirme légalement la souveraineté de Milan.
- 14 avril - 17 septembre : règne de Jean VII Paléologue, empereur d’Orient. Révolté contre son grand-père Jean V Paléologue, il s’empare de Constantinople avec l’aide du Sultan Bayezid Ier. Il est chassé par son oncle Manuel II Paléologue aidé par Venise[8].
- 19 avril[9] : début du règne de Robert III Stuart, roi d'Écosse (jusqu'en 1406).
- 29 mai : couronnement de Ladislas Ier de Naples à Gaète par un cardinal-légat du pape Boniface IX[10].
- Mai : guerre de Florence et de Bologne contre Jean Galéas Visconti de Milan, alliée aux Este de Ferrare et aux Gonzagues de Mantoue (fin en janvier 1392)[11].
- 19 juin[12] : Francesco II da Carrara parvient à reprendre Padoue au Milanais avec l'aide de Florence et de Venise.
- 20 juillet : Louis II d'Anjou débarque en Italie, et le 15 août entre triomphalement dans Naples[13].
- 3 août[14] : Jacques de Campo Fregoso est élu doge de Gênes (fin en 1391).
- 9 octobre : début du règne de Henri III, roi de Castille (fin en 1405). Pendant sa minorité, un conseil de régence est désigné (fin en 1393)[15].

- Bayezid Ier conclut avec Milica, veuve du prince serbe Lazar Hrebeljanović tué à Kosovo et les dignitaires de l’Église serbe, un traité laissant à la Serbie une large autonomie[16]. Il épouse la fille de Lazar, Olivera Despina. Les Serbes doivent servir dans l'armée ottomane et payer des impôts aux Turcs.
- Le Bulgare Cyprien devient métropolite de Moscou (fin en 1406)[17].